# Eingeschlossene Gesellschaft
Eingeschlossene Gesellschaft ist eine deutsche Filmkomödie von Sönke Wortmann aus dem Jahr 2022. Der Film basiert auf dem gleichnamigen Hörspiel von Jan Weiler.

## Inhalt

### Handlung
An einem Freitagnachmittag klopft es auf einmal an der Tür des Lehrerzimmers des Rudi-Dutschke-Gymnasiums. Noch anwesend sind sechs Lehrkräfte: der beliebte Sportlehrer Peter Mertens, die gehasste Französisch- und Musiklehrerin Heidi Lohmann, der Vertrauenslehrer Holger Arndt, der Chemielehrer Bernd Vogel, der konservative Lateinlehrer und stellvertretende Schulleiter Klaus Engelhardt und die junge Referendarin Sarah Schuster. Vor der Tür befindet sich ein ehrgeiziger Vater, der um jeden Preis erreichen will, dass sein Sohn die Chance zur Abiturzulassung erhält. Ausschlaggebend hierfür ist ein fehlender Punkt, den Klaus Engelhardt auf keinen Fall vergeben will. Verzweifelt zückt der Vater eine Waffe und verschließt das Lehrerzimmer. Die Lehrkräfte sollen nun in der nächsten Stunde über die Vergabe dieses einen Punktes diskutieren. Jedoch geht es in den nachfolgenden Gesprächen weniger um die Schüler, sondern eher um die persönlichen Abgründe der einzelnen Lehrkräfte.

### Figuren
Wie in Wortmanns vorangegangenen Filmen Der Vorname und dessen Fortsetzung Der Nachname wird eine kleinere Gruppe verschiedener Menschen miteinander konfrontiert, woraus sich aus verschiedenen Ansichten und Positionen hitzige Diskussionen ergeben. Die Abgründe und dunklen Geheimnisse der jeweiligen Protagonisten, ihre Vorbehalte gegeneinander und persönliche Differenzen treten hierbei hervor, woraufhin die Diskussionen ausufern und viel grundlegendere Probleme als die ursprüngliche Fragestellung zu Tage treten.
Klaus Engelhardt: Der seit mehr als 30 Jahren im Schuldienst tätige Studiendirektor und stellvertretende Schulleiter hat strikte Vorstellungen über Unterrichtsgestaltung, Benotungsmethoden und die Berufsführung einer Lehrkraft im Allgemeinen. Hinzu kommen seine Vorstellungen einer strengen Hierarchie und Autorität; so kennt er den Namen der Referendarin angeblich nicht und nimmt sich heraus, sowohl seine Kollegen als auch die zwischenzeitlich kontaktierte Polizei zu maßregeln. Deren Argumente und Ideen interessieren ihn scheinbar ausgesprochen wenig. Ausgangspunkt der Handlung ist seine Entscheidung, die Hausarbeit des Oberstufenschülers Fabian Prohaska mit vier Notenpunkten zu bewerten, was seinem „strengen, aber gerechten“ Leistungsprinzip am ehesten entspreche. Der fehlende Notenpunkt ergab sich hierbei daraus, dass Fabian die Arbeit zwei Minuten zu spät abgab. Wie sich hinterher herausstellt, hat er in der Vergangenheit jedem einzelnen Schüler für eine von ihm organisierte Klassenfahrt einen zu hohen Betrag berechnet und die Differenz für sich behalten.
Holger Arndt: Der sehr um ein gutes Verhältnis zu den Schülern und Kollegen bemühte Vertrauenslehrer nimmt innerhalb der Runde eine moderierende Rolle ein und versucht, allen Parteien Verständnis entgegenzubringen. Gleichzeitig hat er aus Karrieregründen Beurteilungen über seine Kollegen verfasst, in welchen er besonders deren negative Seiten betont. Auch wenn er aufrecht, progressiv und schülerorientiert auftritt, konfrontiert ihn Schuster mit dem Vorwurf, seinen Dienst in der Hoffnung zu verrichten, das Pensionsalter zu erreichen, ehe zu viele Reformen des Bildungssystems ihn in seiner Bequemlichkeit einschränken würden.
Peter Mertens: Betont jovial und antiautoritär auftretend, erfreut sich der Sportlehrer innerhalb der Schülerschaft großer Beliebtheit. Diese geht jedoch so weit, dass der verheiratete Mann schon mehrfach Beziehungen mit Schülerinnen hatte (deshalb bereits die Schule wechseln musste) und aktuell auch eine mit Schuster unterhält. Mit seiner Kollegin Lohmann liefert er sich auf Gegenseitigkeit beruhende despektierliche Wortgefechte; weiterhin benimmt er sich gegenüber Vogel unprovoziert äußerst herablassend, nennt die Schüler seines Chemie-Leistungskurses „Laborratten“ oder hat eine von Vogel und seinen Schülern gewonnene Urkunde von Jugend forscht entfernt, um an deren Platz am schwarzen Brett für eine von ihm organisierte Spaßveranstaltung zu werben.
Bernd Vogel: Der für die Naturwissenschaften schwärmende Lehrer versucht, diese Begeisterung an seine Schüler weiterzugeben, ist sich allerdings bewusst, dass seine Fächer innerhalb der Schülerschaft nicht allzu beliebt sind. Er ist sich seiner Verantwortung für die Zukunft seiner Schüler bewusst und möchte diese fördern, sieht sich jedoch durch seine geringe Bereitschaft, Konflikte auszutragen, teilweise mit Mobbing am Arbeitsplatz konfrontiert, sowohl durch Kollegen, als auch vereinzelt durch Schüler. So stand er kurz vor einem Disziplinarverfahren, nachdem ein Schüler über Vogels Laptop im Unterricht Pornos aus dem Browserverlauf des Chemielehrers abspielte und der gesamte Kurs dies über Instagram verbreitete.
Heidi Lohmann: Ähnlich wie ihr Kollege Engelhardt hält sie wenig von modernen Lehrmethoden, aber äußert sich auch verächtlich über Fächer, die ihrer Ansicht nach keine Kultur an die Schüler vermitteln. An einem guten Verhältnis zu diesen oder ihren jüngeren Kollegen ist sie nicht interessiert, wiederholt nennt sie Vogel und Schuster bei falschen Namen. Tiefpunkt ihrer beruflichen Karriere war eine Auseinandersetzung mit einer Schülerin, der sie letztlich einen Zahn ausschlug. Sie hegt eine große Abneigung gegen Jugendliche, seitdem sie vor Jahrzehnten von ihrem großen Idol Georges Moustaki zu Gunsten eines Groupies verschmäht wurde. Seit jeher projiziert sie diesen Augenblick der Enttäuschung auf ihre jugendlichen, mit der Zeit immer freizügiger lebenden Schüler.
Sarah Schuster: Die frisch aus dem Studium entlassene Referendarin tritt als Kritikerin des herrschenden Bildungssystems auf, gendert und möchte am liebsten eine umfassende Modernisierung des Schulalltags vornehmen. Besonders ihre älteren Kollegen nehmen sie nicht ernst und stören sich an ihrer belehrenden Art. Häufig setzt sie in der Diskussion die Impulse, durch welche die übrigen Charaktere viele Kritikpunkte des Bildungssystems aufgreifen. Doch auch sie ist nicht frei von Fehlern, so wird plötzlich aufgedeckt, dass sie bevorzugt verheiratete Männer verführt, so auch ihren Kollegen Mertens. Während es diesem wirklich um Liebe ging, wollte sie jedoch nur Sex.
Manfred Prohaska: Der vierfache Vater ist nervlich am Ende, als sein Sohn Fabian ihm offenbart, dass er in seinem letzten Versuch wieder nicht zum Abitur zugelassen wird. Dies veranlasst ihn, für ein kurzes Gespräch mit Engelhardt in die Schule zu kommen, welches letztlich zur Geiselnahme ausartet. Seiner Ansicht nach sind Schüler wie sein Sohn und deren weitere Lebenswege viel zu abhängig von Lehrern, die sich zu wenig für ihre Schüler interessieren und denen er wegen mangelnder Integrität und charakterlicher Schwächen das Recht abspricht, Urteile über junge Menschen zu fällen.

## Veröffentlichung
Eingeschlossene Gesellschaft basiert auf dem gleichnamigen Hörspiel von Jan Weiler. Weiler schrieb auch das Drehbuch.
Der Film kam am 14. April 2022 in die deutschen Kinos. Bis zum 1. Mai 2022 hatte er ungefähr 221.000 Besucher. Drehort war eine Schule in Köln.
Eingeschlossene Gesellschaft wird von Sony Pictures Germany verliehen. An der Produktion beteiligt waren zudem Bantry Bay Productions, ARD Degeto und Deutsche Columbia Pictures Filmproduktion. Gefördert wurde der Film von der Film- und Medienstiftung NRW, der Filmförderungsanstalt und dem Deutschen FilmFörderFonds (DFFF).

## Kritiken
Markus Tschiedert von filmstarts.de gibt dem Film 3,5 von 5 möglichen Sternen, wobei man laut ihm stark vermuten könne, dass es sich bei Eingeschlossene Gesellschaft um die Fortsetzung von Frau Müller muss weg!, ebenfalls einem Film von Sönke Wortmann, handle, und lobt dabei vor allem die Besetzung des Films: „Mit diesem Schauspielensemble lässt man sich gern einschließen! ‚Eingeschlossene Gesellschaft‘ ist eine kurzweilige Komödie, in der der deutsche Lehrkörper mit entlarvendem Biss ins Visier genommen wird.“

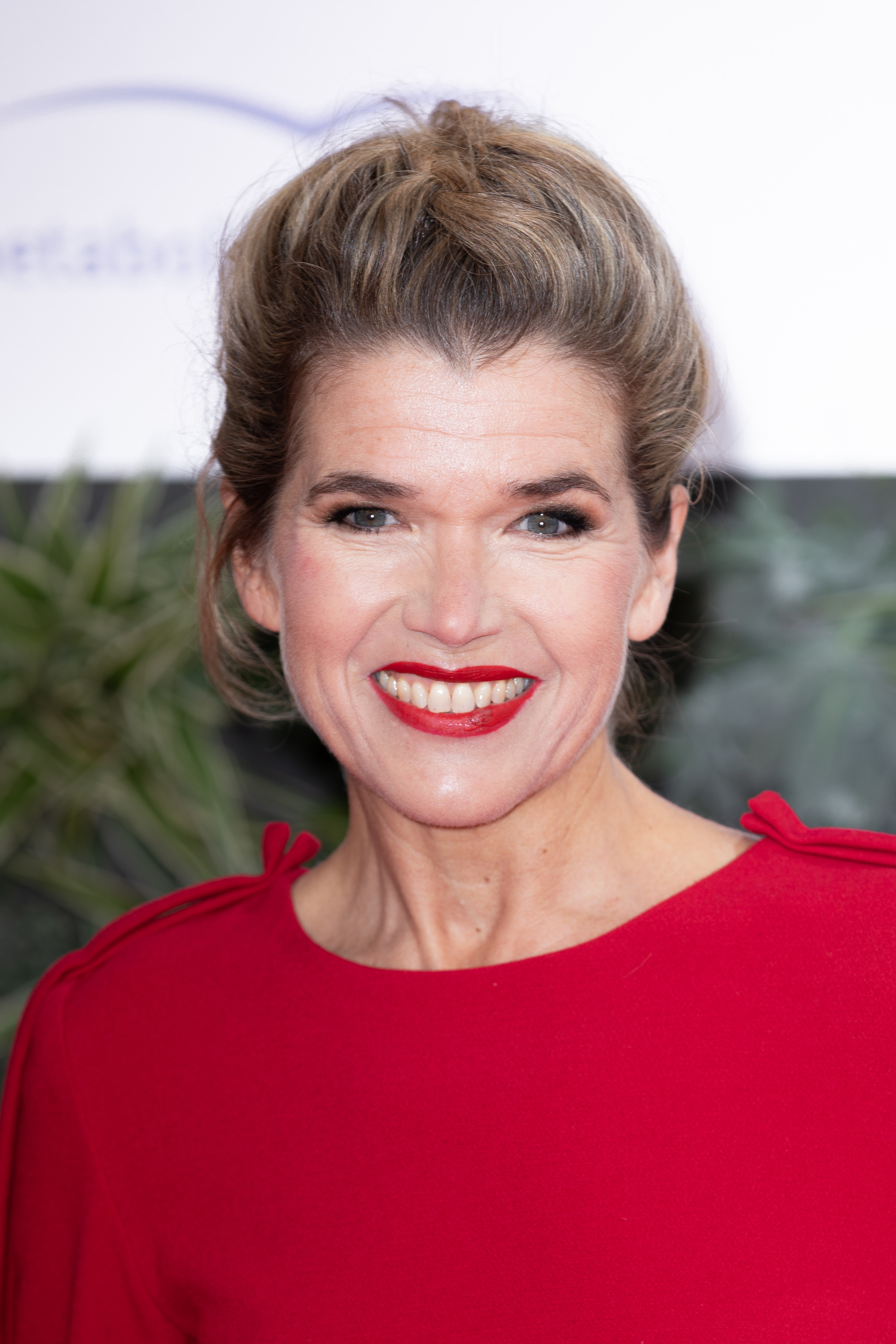
Anke Engelke spielt Heidi Lohmann.

Gunda Bartels von Der Tagesspiegel sieht in Eingeschlossene Gesellschaft eine „verlässlich konsumierbare schmerzfreie Gesellschaftskomödie“, die zwar vermeintlich provokant sei, jedoch stark auf den klischeehaften Charakteren aufbaue: „Wohin Eingeschlossene Gesellschaft zielt, bleibt unklar, trotz der üppigen Angriffsflächen, die das Bildungssystem bietet. Elterlicher Ehrgeiz, autoritäre Alt-Pädagogen, zu viel oder zu wenig Disziplin, digitale Unterentwicklung, Generationenclinch, Klassismus – jedes Thema bekommt ein paar Spitzen ab.“

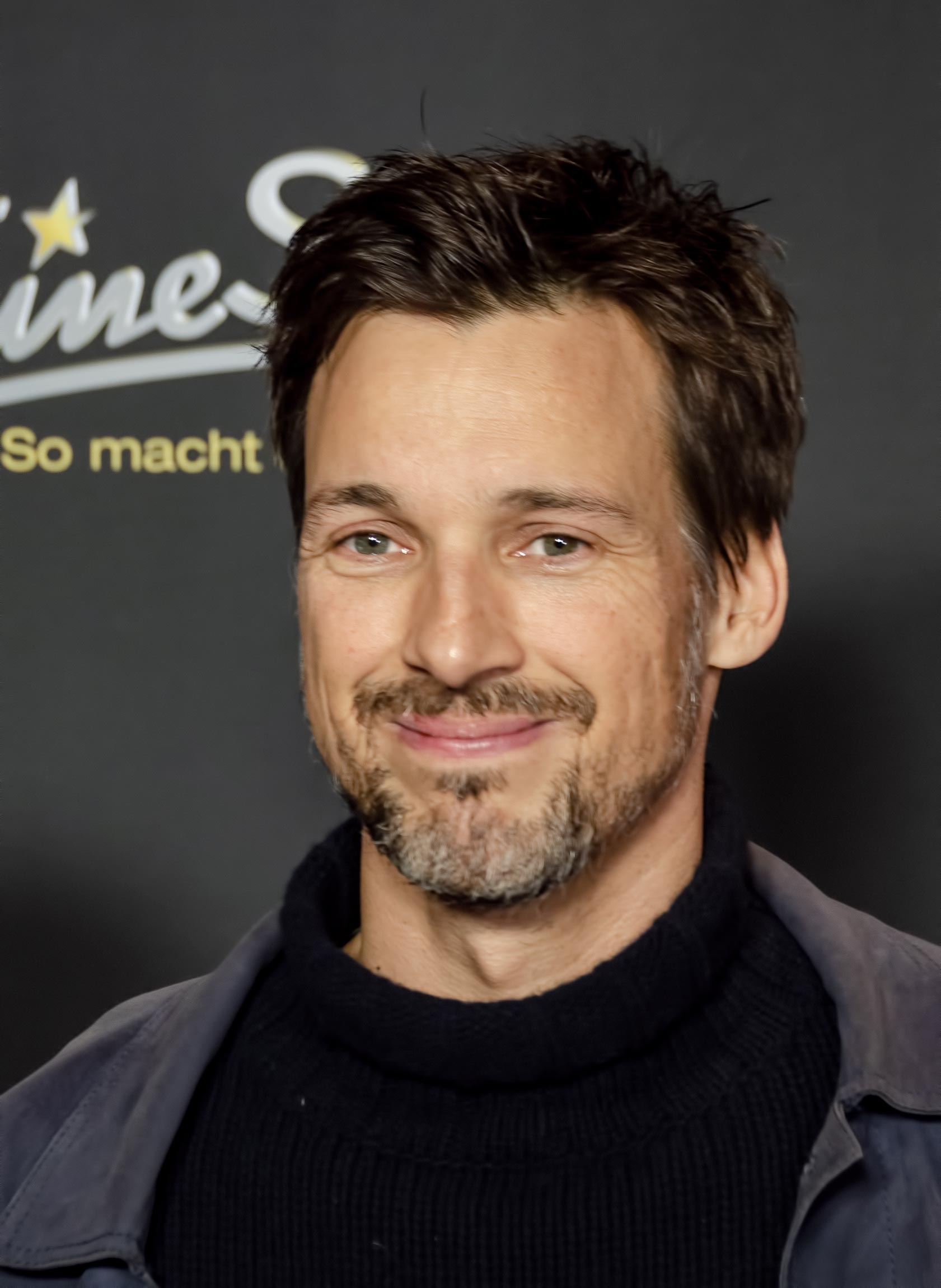
Florian David Fitz spielt Peter Mertens.

Birgit Roschy von edp Film gibt dem Film 3 von 5 möglichen Sternen. Roschy lobt hierbei vor allem die verbalen Schlagabtäusche und die Besetzung des Films. Jedoch kritisiert sie gleichwohl die etwas alteingesessenen und klischeehaften Lehrercharaktere und bemerkt auch, dass „Witz und Inspiration auf halbem Weg stecken“ blieben.
Martin Schwickert von RP Online bezeichnet den Film als „ein amüsantes Kammerspiel, das allerdings einige Klischees aus grauer Vorzeit“ bediene. Er merkt an, dass sich der Film als Kommentar zum modernen Schulsystem eher wenig eigne, und begründet dies vor allem mit dem eher veralteten Lehrerbild.
Auch Anna Wollner vom NDR stört sich an der klischeehaften Darstellung der Lehrercharaktere, sodass der Film manchmal „etwas aus der Zeit gefallen“ wirke. Jedoch lobt auch sie die Besetzung des Films.
Die Deutsche Film- und Medienbewertung FBW in Wiesbaden verlieh dem Film das Prädikat wertvoll.

## Trivia
Der Titel ist eine Anspielung auf das Drama Geschlossene Gesellschaft (frz. Huis Clos) des französischen Philosophen Jean-Paul Sartre. In dessen Verlauf enthüllen sich ebenfalls die persönlichen Abgründe dreier in einem Raum in der Hölle eingesperrter Personen, welche konstatieren müssen: „Die Hölle, das sind die anderen.“.
Die Kaffeetasse des Lateinlehrers Klaus Engelhardt ist mit einem Zitat aus dem Film Das Leben des Brian bedruckt (Graffiti-Szene).